# 佐野洋
佐野洋（1928年5月23日—2013年4月27日），本名丸山一郎，日本著名推理小說作家。

## 生平
佐野原就讀海軍經理學校，二次大戰結束後轉讀舊制第一高等學校，1953年畢業於東京大學文學部心理科，畢業後在北海道擔任讀賣新聞的記者。1958年，他以《銅婚式》投稿參加寶石雜誌與週刊朝日共同舉辦的徵文比賽，獲得第二名，翌年發表長篇推理小說《一支鉛管》，正式進入推理文壇。寫作生涯中，佐野曾於1964年獲得日本推理作家協會獎、1997年獲得第一屆日本推理文學大獎及2009年獲得菊池寬獎。
2013年4月27日，因肺炎于川崎市逝世。